# Giacomo Boncompagni (cardinal italien)
Giacomo Boncompagni, né le 16 mai 1652 à Isola et mort le 24 mars 1731 à Rome, est un cardinal italien de la fin du XVIIe siècle. Il est un petit-neveu du cardinal Francesco Boncompagni (1621), un neveu du cardinal Girolamo Boncompagni, archevêque de Bologne (1664) et le grand-oncle du cardinal Gregorio Salviati (1777). Il est également apparenté au cardinal Tommaso Ruffo (1706).

## Biographie
Giacomo Boncompagni est chevalier de l'ordre de Malte, gouverneur d'Orvieto et vice-gouverneur de Fermo. Il est élu archevêque de Bologne en 1690.
Le pape Innocent XII le crée cardinal lors du consistoire du 12 décembre 1695. Le cardinal Boncompagni participe au conclave de 1700, lors duquel Clément XI est élu, au conclave de 1721 (élection d'Innocent XIII), de 1724 (élection de Benoît XIII) et de 1730 (élection de Clément XII).

## Succession apostolique
Giacomo Boncompagni a ordonné les évêques suivants :
- Cardinal Domenico Tarugi (1696)
- Évêque Fabrizio Pignatelli (de) (1696)
- Évêque Pietro Paolo Calorio, C.R.S. (1708)
- Évêque Alessandro Dolfi (1721)
- Cardinal Vincenzo Ludovico Gotti, O.P. (1728)